# Sabana arbustiva de Tanzania
La sabana arbustiva de Tanzania es una ecorregión definida por el WWF, que se extiende por África Oriental, entre Tanzania y Kenia.
Esta ecorregión forma parte de la región denominada sabana de acacias de África Oriental, incluida en la lista Global 200.

## Descripción
Es una ecorregión de sabana que ocupa una superficie de 227.800 kilómetros cuadrados en el norte y centro de Tanzania y el suroeste de Kenia.
La ecorregión está dividida en dos por la pradera volcánica del Serengueti.

## Flora
La vegetación dominante es la sabana arbustiva, en la que las especies más representativas pertenecen a los géneros Acacia, Commiphora y Crotalaria.

## Fauna
La concentración de grandes mamíferos es extraordinaria. La ecorregión es el escenario de la migración anual de más de un millón de ñúes azules (Connochaetes taurinus), 400.000 gacelas de Thomson (Gazella thomsoni) y 200.000 cebras comunes (Equus quagga). Consecuentemente, las poblaciones de grandes depredadores también es elevada: hiena manchada (Crocuta crocuta), león (Panthera leo), leopardo (Panthera pardus), guepardo (Acinonyx jubatus), licaón (Lycaon pictus)... 

## Endemismos
Se conocen tres reptiles endémicos: la serpiente venenosa Amblyodipsas dimidiata y las culebrillas ciegas Geocalamus acutus y Geocalamus modestus.

## Estado de conservación
Vulnerable. Las principales amenazas son la caza furtiva y la expansión de la agricultura y la ganadería.

## Protección
El 20% de la ecorregión está protegido:
- En Kenia:
  - Parque nacional Masái Mara
  - Parque nacional de Ruma
  - Parque nacional de Ndere Island
- En Tanzania:
  - Reserva de Caza de Maswa
  - Reserva de Caza de Mkomazi
  - Parque nacional Serengueti
  - Parque nacional de Tarangire
  - Parque nacional Ruaha
  - Zona de conservación de Ngorongoro